# Metaspriggina
Metaspriggina ist eine Gattung von ausgestorbenen Chordatieren. Gegenwärtig ist nur die Typusart Metaspriggina walcotti bekannt, von der zwei Exemplare aus dem Burgess-Schiefer aus dem Mittleren Kambrium zu Tage gefördert wurden.

## Beschreibung
Metaspriggina walcotti besaß einen aalähnlichen länglichen Körper, eine längliche Schädelbasis und ein langes, dreieckiges, seitlich abgeflachtes Rumpfende. Die Tiere waren ca. 7 cm lang. Der Körper ist von v-förmigen Elementen durchzogen, die an die Myomere in der Rumpfmuskulatur der Lanzettfischchen erinnern. An einem der beiden Objekte sind im Schädel Augen zu erkennen. Am Hinterende besaßen die Tiere einen breiten Flossensaum. Wahrscheinlich bewegten sich die Tiere frei schwimmend fort.

## Systematik
Entdeckt wurden die Fossilien von Charles Walcott, untersucht wurden sie allerdings erst 1979 von Simon Conway Morris. Eine erste Beschreibung lieferten Simonetta und Insom 1993. Anfangs schrieb man eines der beiden Fossilien der Gattung Spriggina zu, die im Ediacarium, also schon vor dem Kambrium auftrat. 1998 wurde diese These von Janvier jedoch widerlegt. Beide Fossilien werden der gleichen Art zugehörig angesehen und den Chordatieren zugeordnet.